# Spairapeltis
Spairapeltis is een geslacht van wantsen uit de familie van de Reduviidae (Roofwantsen). Het geslacht werd voor het eerst wetenschappelijk beschreven door Norman Cecil Egerton Miller in 1950.

## Soorten
Het genus bevat de volgende soorten:

- Spairapeltis obscura Villiers, 1981
- Spairapeltis sericea Miller, 1950